# Ludwik Czajewicz
Ludwik Czajewicz (ur. 19 sierpnia 1826 w Raciążu, zm. 14 maja 1910 w Warszawie) – polski ksiądz rzymskokatolicki, uczestnik powstania styczniowego.

## Życiorys
Piąte dziecko kowala Jana Czajewicza oraz Rozalii z Dąbrowiczów.

### Edukacja
Ukończył szkołę powiatową w Mławie. Maturę uzyskał w 1844 w Szkole wojewódzkiej księży Benedyktynów, a następnie uczył się w Seminarium Metropolitalnym Duchownym w Warszawie. Uzyskał stopień kandydata świętej teologii w Akademii Duchownej Rzymskokatolickiej Warszawskiej w 1850. Święceń udzielił mu biskup Antoni Fijałkowski. 

### Działalność
- 1850–1855 – służył jako prefekt Gimnazjum Realnego w Warszawie
- 1855–1861 – nauczał religii w Instytucie Gospodarstwa Wiejskiego i Leśnictwa w Marymoncie. Uczył tam między innymi Adama Asnyka
- 1857 mianowany kanonikiem honorowym Kapituły Warszawskiej
- 1858–1862 – sekretarz a następnie regens (kanclerz) Konsystorza Warszawskiego[4]
- 1860–1863 – sprawował funkcję proboszcza parafii św. Anny w Piasecznie[5].

## Upamiętnienie
Jego imieniem nazwano jedną z ulic Piaseczna.